# The FEAR
『the FEAR』（ザ・フィアー）は、2001年7月26日にエニックス（現スクウェア・エニックス）より発売されたPlayStation 2用ホラーアドベンチャーゲーム。
齊藤陽介プロデュースの全編実写を特徴とする「シネマアクティブ」シリーズの第3弾である。

## 概要
全編が実写で構成されており、ムービーシーンが数多くある。そのため、ディスク4枚組、DVDケース2個1組での発売となった。
登場人物には俳優やアイドルを起用し、ヒロインのアイドルたちは実名での出演となっている。
プレーヤーは主人公であるカメラマンのカメラ視点でゲームを操作することになるが、ムービーシーンは第三者視点で描かれている。

## ストーリー
関東地方T県G郡の山奥にある洋館。この洋館は日露戦争前にロシアの公館として建てられたといわれていて、そこで過去に殺人事件が起こったという噂がある。この洋館にTVクルーと5人の女性俳優たちがホラー系バラエティ番組の撮影のため訪れるところから物語が始まる。数々の惨劇が起こった館で主人公たちを待ち受けるものは？

## 登場人物
主人公
カメラマン。周りからは「カメラさん」、「カメラちゃん」等と呼ばれており、名前が明かされることは無い。どんな状況でもカメラを手離さず撮影し続けている。顔はカメラで隠れて見ることができない。
上原まゆみ
演 - 上原まゆみ
17歳。首にインスタントカメラを掛けている個性的な雰囲気の少女。美香を慕っていて仲が良い。
加藤夏希
演 - 加藤夏希
今回の出演者の中では最年少の16歳。ミッション系の学校に通っている信心深いキリスト教信者。
金田美香
演 - 金田美香
17歳。向上心が高く、芸能界で成功したいと人一倍強く思っている。まゆみと仲が良い。
野村恵里
演 - 野村恵里
もうすぐ17歳の誕生日を迎える、明るい性格の少女。日本語・英語・ロシア語を話せるトライリンガル。
福井裕佳梨
演 - 福井裕佳梨
18歳。霊感が強くおとなしい性格の少女。霊感の強さが災いしてか、洋館に着いて間もなく何かを感じ取り倒れてしまう。次に行くべき場所を指し示すヒントとなる未来の映像"フラッシュバック"の特殊能力を持っている。ゲーム中主人公に度々アドバイスを送る。役者の本人は「自分の性格で演じるべきか迷いました」と述べている。
加納涼子
演 - 岩崎ひろみ
新人タレントの教育係兼マネージャー。タレントたちにはお姉さん的存在として慕われている。
樋口日出男
演 - 稲宮誠
美術担当。スキンヘッドで体格がよく、オカマ口調で話す。ホラー映画に詳しい。
丹一成
演 - 松岡俊介
音声担当。ルーズな雰囲気を持っているが、いざという時はしっかりしている。今回のロケはあまり乗り気ではなかったらしい。
三輪キリナ
演 - 椎名英姫
スタイリスト兼ヘアメイク。外見や話し方はクールだが、親身な性格でタレントたちからの信頼は厚い。
松村たかし
演 - 宮川一朗太
ディレクター。気さくだが短気な性格。いい意味でも悪い意味でも仕事熱心。
岡本彩
演 - 森田智美
新人のアシスタントディレクター。頑張り屋で責任感が強い。元気な性格で誰からも好かれている。
奥山秀明
演 - 長谷川初範
プロデューサー。冗談好きでアバウトな性格だが、仕事は出来て局に顔が利く。
ホームレス
演 - ミッキー・カーチス

## 関連商品
- the FEARオリジナルサウンドトラック（2001年8月1日発売）

## 参考
- SBG：エニックス「the FEAR」完成披露会。次回作も発表！